# 22 de agosto nos Jogos Olímpicos de Verão de 2008
22 de agosto foi o décimo sexto dia de competições dos Jogos Olímpicos de Verão de 2008. Neste dia foram disputadas competições de dezessete esportes.

## Esportes
| - Atletismo - Basquetebol - Beisebol - Boxe - Canoagem - Ciclismo - Futebol - Ginástica - Handebol | - Hóquei sobre a grama - Nado sincronizado - Pentatlo moderno - Pólo aquático - Saltos ornamentais - Taekwondo - Tênis de mesa - Voleibol |

## Destaques do dia

### Atletismo
- Revezamento 4x100m masculino: Sem Estados Unidos (que deixou cair o bastão nas eliminatórias), o caminho ficou aberto para a Jamaica de Usain Bolt e Asafa Powell conquistar o ouro, baixando o recorde mundial em três décimos de segundo.[1]

- Decatlo masculino: Bryan Clay, dos Estados Unidos, faz mais pontos no total das dez provas e leva o ouro, seguido de Andrei Krauchanka, da Bielorrússia, e Leonel Suarez, de Cuba.[2]

- Salto em distância feminino: Maurren Maggi, do Brasil, conquista a medalha de ouro por um centímetro de diferença. Ela saltou 7,04 m (o melhor salto da temporada), enquanto a russa Tatyana Lebedeva saltou 7,03 m. Essa foi a primeira medalha de ouro olímpica feminina do Brasil em esportes individuais.[3]

- Salto com vara masculino: o australiano Steve Hooker quebra o recorde olímpico da prova, saltando 5,96 m, um centímero a mais que a marca anterior.[4]

- 50 km marcha atlética masculina: o italiano Alex Schwarzer quebra o recorde olímpico da prova, que já durava 20 anos.[5]

### Boxe
Como não há disputa do terceiro lugar no boxe olímpico (os dois perdedores das semifinais ficam com o bronze), vinte e dois atletas já garantiram suas medalhas de bronze nas onze categorias. Cuba conquistou quatro medalhas, Grã-Bretanha e Irlanda duas, e outros quatorze países conquistaram uma cada.

### Ciclismo BMX
A francesa Anne-Caroline Chausson e o letão Maris Strombergs se tornam os primeiros campeões da história olímpica do BMX.

### Tênis de mesa
A China conquista ouro, prata e bronze no torneio individual feminino, com Zhang Yining, Wang Nan e Guo Yue, respectivamente.

### Voleibol de praia
Philip Dalhausser e Todd Rogers, dos Estados Unidos, conquistam o ouro do torneio masculino. Completam o pódio as duplas brasileiras Márcio/Fábio Luiz (com a prata) e Ricardo/Emanuel (com o bronze).

## Campeões do dia
| Modalidade           | Evento                         | Atleta(s) | País               | Recorde | Ref.   |
| -------------------- | ------------------------------ | --- | ------------------ | ------- | ------ |
| Atletismo            | 50km marcha atlética masculina | Alex Schwazer | ITA Itália         | OR      | [ 11 ] |
| Atletismo            | Revezamento 4x100 masculino    | Nesta Carter, Michael Frater, Usain Bolt, Asafa Powell Eliminatórias: Dwight Thomas | JAM Jamaica        | WR      | [ 12 ] |
| Atletismo            | Decatlo masculino              | Bryan Clay | USA Estados Unidos |         | [ 13 ] |
| Atletismo            | Salto com vara masculino       | Steven Hooker | AUS Austrália      | OR      | [ 14 ] |
| Atletismo            | 5.000m feminino                | Tirunesh Dibaba | ETH Etiópia        |         | [ 15 ] |
| Atletismo            | Revezamento 4x100 feminino     | Evgeniya Polyakova, Aleksandra Fedoriva, Yulia Gushchina, Yuliya Chermoshanskaya | RUS Rússia         |         | [ 16 ] |
| Atletismo            | Salto em distância feminino    | Maurren Higa Maggi | BRA Brasil         |         | [ 17 ] |
| Canoagem             | C-1 1000m masculino            | Attila Vajda | HUN Hungria        |         | [ 18 ] |
| Canoagem             | K-1 1000m masculino            | Tim Brabants | GBR Grã-Bretanha   |         | [ 19 ] |
| Canoagem             | C-2 1000m masculino            | Andrei Bahdanovich e Aliaksandr Bahdanovich | BLR Bielorrússia   |         | [ 20 ] |
| Canoagem             | K-2 1000m masculino            | Martin Hollstein e Andreas Ihle | GER Alemanha       |         | [ 21 ] |
| Canoagem             | K-4 1000m masculino            | Raman Piatrushenka, Aliaksei Abalmasau, Artur Litvinchuk, Vadzim Makhneu | BLR Bielorrússia   |         | [ 22 ] |
| Canoagem             | K-4 500m feminino              | Fanny Fischer, Nicole Reinhardt, Katrin Wagner-Augustin, Conny Wassmuth | GER Alemanha       |         | [ 23 ] |
| Ciclismo             | BMX masculino                  | Māris Štrombergs | LAT Letônia        |         | [ 24 ] |
| Ciclismo             | BMX feminino                   | Anne-Caroline Chausson | FRA França         |         | [ 25 ] |
| Hóquei sobre a grama | feminino                       | Lisanne de Roever, Eefke Mulder, Fatima Moreira de Melo, Miek van Geenhuizen, Wieke Dijkstra, Maartje Goderie, Lidewij Welten, Minke Smabers, Minke Booij, Janneke Schopman, Maartje Paumen, Naomi van As, Ellen Hoog, Sophie Polkamp, Eva de Goede, Marilyn Agliotti | NED Países Baixos  |         | [ 26 ] |
| Pentatlo moderno     | feminino                       | Lena Schöneborn | GER Alemanha       |         | [ 27 ] |
| Tênis de mesa        | Individual feminino            | Zhang Yining | CHN China          |         | [ 28 ] |
| Taekwondo            | até 80 kg masculino            | Hadi Saei | IRI Irã            |         | [ 29 ] |
| Taekwondo            | até 67 kg feminino             | Hwang Kyung-Seon | KOR Coreia do Sul  |         | [ 30 ] |
| Voleibol             | Praia - masculino              | Phil Dalhausser e Todd Rogers | USA Estados Unidos |         | [ 31 ] |

## Líderes do quadro de medalhas ao final do dia 22
| Ordem | País               | Medalha de ouro | Medalha de prata | Medalha de bronze |     |
| ----- | ------------------ | --------------- | ---------------- | ----------------- | --- |
| 1     | CHN China          | 47              | 17               | 25                | 89  |
| 2     | USA Estados Unidos | 31              | 36               | 35                | 102 |
| 3     | GBR Grã-Bretanha   | 18              | 13               | 13                | 44  |
| 4     | RUS Rússia         | 17              | 18               | 22                | 57  |
| 5     | GER Alemanha       | 14              | 9                | 13                | 36  |